# Jess Lapid
Jess Lapid, all'anagrafe Jesus Songko Lapid (Guagua, 5 ottobre 1933 – Quezon City, 13 luglio 1968), è stato un attore e produttore cinematografico filippino.
Iniziò la sua carriera come stuntman e comparsa alla fine degli anni cinquanta dopo essere stato scoperto da Fernando Poe Jr., che lo fece partecipare in ruoli secondari a varie sue pellicole. Proprio grazie a Poe ottenne più tardi il primo ruolo da protagonista in Sierra Madre (1963), che lo catapultò tra i principali interpreti del genere d'azione e western del paese asiatico. Seguirono per lui altre importanti pellicole quali Zigomar (1964), Kardong Kidlat (1964) e Leon Guerrero: Laban sa 7 kilabot (1968), che lo consacrarono all'ambiente cinematografico filippino nel ruolo dell'eroe burbero e senza paura, irascibile ma generoso, e quindi la fondazione di una sua casa cinematografica, la Jela Productions. 
Durante la breve ma prolifica attività cinematografica interpretò diversi personaggi rimasti impressi nella storia del cinema locale, tra cui si ricordano i giustizieri Zigomar e Leon Guerrero (entrambi rispolverati e ulteriormente resi celebri dal nipote Lito) e il pistolero Kardong Kidlat. Morì all'età di 34 anni, all'apice del successo, in seguito a delle ferite subite durante un duello, in circostanze mai del tutto chiarite. 

## Biografia
Nacque nella municipalità di Guagua, nella provincia di Pampanga, all'interno di una famiglia di etnia kapampangan e sinofilippina. Cresciuto in un contesto di povertà, durante la gioventù praticò con successo il pugilato come mezzo di sostentamento per aiutare i genitori. 
Proprio durante un'esibizione di pugilato nel quartiere di Tondo, a Manila, fu scoperto da Fernando Poe Jr., figlio di Fernando Sr. e allora giovane stella della Premiere Productions. Grazie anche all'aiuto del padre, che lavorava come tecnico per la Premiere, fu portato da Poe all'interno della nota casa di produzione cinematografica come stuntman e comparsa assieme al fratello maggiore Jose (morto nel 1957).
Esordì nel cinema nel 1957 in un film diretto da Ramon A. Estella, Kim, dove venne presentato col vero nome di Jesus Lapid. A partire dal 1958 iniziò a far parte sempre con più frequenza delle pellicole di Fernando Poe Jr., che, sfruttando la prestanza fisica e l'aspetto virile di Lapid, lo fece quasi sempre apparire in scene d'azione, dove sapeva utilizzare a proprio vantaggio le movenze imparate nel pugilato. Tra i due iniziò subito un profondo rapporto di amicizia e lavoro, che li porterà a girare più di cinquanta pellicole assieme. Oltre a fare da controfigura allo stesso Poe per eseguire le scene più impegnative dei suoi film, Lapid si distinse anche come uno degli stuntmen più richiesti dalla Premiere.
Presentato definitivamente come Jess Lapid a partire dal 1961, nel 1963 ottenne il primo importante ruolo da protagonista (a fianco di Poe) in Sierra Madre, film di guerra diretto da Armando A. Herrera ambientato nel secondo conflitto bellico. La consacrazione definitiva avvenne però nel 1964 in Kardong Kidlat dove introdusse il personaggio dell'omonimo pistolero: lo straordinario successo ottenuto dalla pellicola, nonché la sua naturale capacità nel maneggiare la pistola, lo catapultò tra i più richiesti e apprezzati attori d'azione e western del paese asiatico. Sempre nel 1964 affrontò un altro ruolo fondamentale per la sua carriera, quello del giustiziere mascherato Zigomar –– ispirato al personaggio di Zorro, creato da Johnston McCulley nel 1919 –– nell'omonimo film. Oltre che con il grande amico Poe, ebbe importanti sodalizi artistici anche con altri divi dell'epoca, quali ad esempio Joseph Estrada, Efren Reyes e Vic Vargas. 
Ebbe un proficuo rapporto anche con alcuni dei più importanti registi d'azione degli anni sessanta, tra cui Cirio H. Santiago (presidente della Premiere), Alex M. Sunga e Armando Garces. 
Nel 1967 fu tra i protagonisti del film Alamat ng 7 kilabot, diretto da Armando Herrera e chiaramente ispirato al western hollywoodiano I magnifici sette, con un cast d'eccellenza che includeva Fernando Poe Jr., Joseph Estrada, Zaldy Zshornack, Bob Soler e i giovani Dan Moreno e Roberto Talabis. L'anno seguente Cesar Gallardo lo diresse in Leon Guerrero: Laban sa 7 kilabot, dove diede vita all'eroico giustiziere Leon Guerrero. La sua ultima apparizione sul grande schermo, prima della sua prematura scomparsa, fu nel film 3 kilabot sa barilan, un altro western dove affiancò Jun Aristorenas e Vic Vargas nuovamente nei panni di Kardong Kidlat.

## Vita personale
Sposò negli anni cinquanta Bella Flake; la coppia ebbe tre figli, tra cui Jess Jr., il quale ha seguito le sue orme.
Sulla scia del suo successo, sia prima che dopo la sua morte anche diversi suoi nipoti sono entrati nel mondo del cinema: Lito (figlio del fratello maggiore Jose), Frank, Rolly, Raul, Rey e Rex (nato Roberto Lapid Cabrera e scoperto dallo stesso Jess) sono tutti attori.

### Morte
Lapid morì durante le prime ore del 13 luglio 1968, all'età di 34 anni, per le ferite d'arma da fuoco riportate al culmine di un duello con alcuni uomini al night club Lanai di Quezon City. Gravemente ferito, venne dichiarato morto all'arrivo al National Orthopedic Hospital della città. 
Le circostanze attorno alla sua morte non sono mai state del tutto chiarite, benché testimoni oculari abbiano ipotizzato che vi fosse il coinvolgimento di membri della Big 4 –– banda criminale accusata di estorsione nei confronti di figure pubbliche (tra cui attori) durante gli anni sessanta e di cui faceva parte il clan politico degli Asistio di Caloocan –– con cui l'attore aveva avuto un'accesa lite circa dieci mesi prima dell'incidente. In quell'occasione, infatti, alcuni uomini erano stati accusati di aver tentato di rapire la giovane starlette Nancy Roman, nipote dell'attore, nella sede di Caloocan della Premiere Productions, salvo poi essere respinti da Lapid.
La salma di Lapid venne tumulata nel cimitero pubblico di Guagua. La tomba dell'attore, rimasta sepolta sotto un folto strato di lahar a seguito dell'eruzione del Pinatubo nel 1991, è stata successivamente ricostruita.

## Filmografia
- Kim, regia di Ramon A. Estella (1957) – accreditato come Jesus Lapid
- Laban sa lahat, regia di Cirio H. Santiago (1958) – accreditato come Jesus Lapid
- Korona at pag-ibig, regia di Teodorico C. Santos (1958) – accreditato come Jesus Lapid
- Ultimatum, regia di Cirio H. Santiago (1959) – accreditato come Jesus Lapid
- Mabilis pa sa lintik, regia di Efren Reyes (1959) – accreditato come Jesus Lapid
- Ang maton, regia di Cesar Gallardo (1959) – accreditato come Jesus Lapid
- Ang kanyang kamahalan, regia di Ramon A. Estella (1959) – accreditato come Jesus Lapid
- Tough Guy, regia di Felix Villar (1959) – accreditato come Jesus Lapid
- Ang matapang lamang, regia di Cesar Gallardo (1959) – accreditato come Jesus Lapid
- Nakausap ko ang Diyos, regia di Teodorico C. Santos (1960) – accreditato come Jesus Lapid
- Huwag mo akong limutin, regia di Gerardo de Leon (1960) – accreditato come Jesus Lapid
- Bisaya Man, regia di Nemesio E. Caravana (1960) – accreditato come Jesus Lapid
- Pautang ng langit, regia di Cirio H. Santiago (1960) – accreditato come Jesus Lapid
- Cuatro cantos, regia di Felix Villar (1960) – accreditato come Jesus Lapid
- Dead or Alive, regia di Alex M. Sunga (1960) – accreditato come Jesus Lapid
- Sa bawa't patak ng dugo, regia di Cesar Gallardo (1960) – accreditato come Jesus Lapid
- Krus na daan, regia di Leroy Salvador (1960) – accreditato come Jesus Lapid
- Sa ibabaw ng aking bangkay, regia di Cirio H. Santiago (1960) – accreditato come Jesus Lapid
- Kilabot sa barilan, regia di Alex M. Sunga (1961) – accreditato come Jesus Lapid
- The Flash Elorde Story, regia di Cesar Gallardo (1961) – accreditato come Jesus Lapid
- Walang patawad!, regia di Felix Villar (1961) – accreditato come Jesus Lapid
- Ako'y alipin ng opio, regia di Efren Reyes (1961) – accreditato come Jesus Lapid
- Nagbabagang lupa, regia di Cirio H. Santiago (1961) – accreditato come Jesus Lapid
- Milagrosang kamay, regia di Danilo Santiago (1961) – accreditato come Jesus Lapid
- Dakilang 9, regia di Alex M. Sunga (1961) – accreditato come Jesus Lapid
- Baril sa baril, regia di Armando Garces (1961) – accreditato come Jesus Lapid
- Pasong diablo, regia di Armando Garces (1961)
- Hinahamon kita, regia di Abraham Cruz (1961)
- Rancho Bravo, regia di Van De Leon (1961)
- Matapang sa matapang, regia di Armando Garces (1961)
- Mga tigreng taga-bukid, regia di Armando Garces (1962)
- Markang rehas, regia di Armando Garces (1962)
- Tour of Luzon, 1962, regia di Armando Garces (1962)
- Batang Maynila, regia di Efren Reyes (1962)
- Suicide Commandoes, regia di Armando Garces (1962)
- Gulo kung gulo, regia di Armando Garces (1962)
- Hari sa barilan, regia di Armando A. Herrera (1962)
- Cuatro condenados, regia di Efren Reyes (1962)
- Matira ang magaling, regia di Alex M. Sunga (1962)
- Pitong makasalanan, regia di Armando Garces (1962)
- Pagtutuos ng mga kilabot, regia di Oscar Keesee (1962)
- Asiong Meets Alembong, regia di Herminio Bautista (1962)
- Kambal na baril, regia di Alex M. Sunga (1963)
- Callejon 11, regia di Armando A. Herrera (1963)
- Pitong kabanalan ng isang makasalanan, regia di Armando Garces (1963)
- Ang babaeng Isputnik, regia di Efren Reyes (1963)
- Fandong asintado, regia di Alex M. Sunga (1963)
- Ito ang Maynila, regia di Efren Reyes (1963)
- Limang kidlat, regia di Armando A. Herrera (1963)
- Patapon, regia di Armando Garces (1963)
- Away na, regia di Fely Villar (1963)
- Ang tatay kong kalbo, regia di Efren Reyes (1963)
- Kung gabi sa Maynila, regia di Efren Reyes (1963)
- Zaldong Batangueño, regia di Artemio Marquez (1963)
- Isputnik vs. Darna, regia di Natoy B. Catindig (1963)
- Tahimik ngunit mapanganib, regia di Alex M. Sunga (1963)
- Kung hindi ka susuko...!, regia di Efren Reyes (1963)
- Tres kantos, regia di Tony Cayado (1963)
- Angkan ng matatapang, regia di Armando A. Herrera (1963)
- Bilis ng kamay, regia di Alex M. Sunga (1963)
- Sierra Madre, regia di Armando A. Herrera (1963)
- Ang sangano at colegiala, regia di Efren Reyes (1963)
- Basagulero, regia di Armando Garces (1963)
- Sigaw ng digmaan, regia di Efren Reyes (1963)
- Walang hanggan!, regia di Alex M. Sunga (1964)
- Kardong Kidlat, regia di Armando Garces (1964)
- Deadly Brothers, regia di Armando Garces (1964)
- Bilis at tapang, regia di Tony Cayado (1964)
- Ito ang lalake, regia di Armando Garces (1964)
- Kidlat sa baril, regia di Alex M. Sunga (1964)
- Ang pinakakilabot, regia di Alex M. Sunga (1964)
- Sabayan, regia di Armando A. Herrera (1964)
- Labo-labo, regia di Armando Garces (1964)
- Zigomar, regia di Armando Garces (1964)
- Kambal-kidlat, regia di Armando Garces (1965)
- Walang atrasan, regia di Armando Garces (1965)
- Tatlo sa tatlo, regia di Armando Garces (1965)
- Ang manlulundag: The Stuntman, regia di Armando Garces (1965)
- Rufo Magtanggol, regia di Eddie Garcia (1965)
- Labanang lalake!, regia di Armando Garces (1965)
- Guillermo Bravado, regia di Armando A. Herrera (1965)
- Humanda kayo! Leon Sagrado, regia di Armando De Guzman (1965)
- Isa lang ang hari, regia di Armando Garces (1965)
- Black Jack, regia di Armando A. Herrera (1966)
- Operation XYZ, regia di Lamberto V. Avellana (1966)
- Showdown, regia di Alex M. Sunga (1966)
- Pistolero, regia di Cirio H. Santiago (1966)
- San Bernardo, regia di Fernando Poe Jr. (1966)
- Soliman Brothers, regia di Augusto Buenaventura (1966)
- Gunfighter, regia di Leody M. Diaz (1966)
- Kardong Kaliwa, regia di Cirio H. Santiago (1966)
- Duelo sa Tierra Libre, regia di Leody M. Diaz (1966)
- Katapat ng bawat lakas, regia di Pablo Santiago (1966)
- Sharpshooter, regia di Leody M. Diaz (1966)
- Wild, Wild Jess, regia di Armando Garces (1966)
- Monleon Brothers, regia di Van De Leon (1966)
- Tiagong Lundag, regia di Cirio H. Santiago (1966)
- 24 Oras, regia di Ben Calasnaz, Armando De Guzman e Totoy Rivera (1966) – (segmento 1)
- Kidlat at Kamandag, regia di Armando Garces (1966)
- Huling baraha, regia di Johnny Pangilinan (1966)
- Ang limbas at ang lawin, regia di Cirio H. Santiago (1967)
- Sibad, regia di Teodorico C. Santos (1967)
- Vagabond, regia di Abraham Cruz (1967)
- Umpisahan mo at tatapusin ko, regia di Pablo Santiago (1967)
- The Mark of Kardo, regia di Felix Villar (1967)
- Operation: Impossible, regia di Cirio H. Santiago (1967)
- Marko Asintado, regia di Cirio H. Santiago (1967)
- Kidlat Meets Gringo, regia di Armando Garces (1967)
- Barako, regia di Celso Ad. Castillo (1967)
- Alamat ng 7 kilabot, regia di Armando A. Herrera (1967)
- Simarron Brothers, regia di Tony Cayado (1968)
- Zaragoza, regia di Teodorico C. Santos (1968)
- Valiente Brothers, regia di Augusto Buenaventura (1968)
- The Lucky 9 Commandos, regia di Armando Garces e S. Herrera (1968)
- Tatlong hari, regia di Fernando Poe Jr. (1968)
- Raton Ariel, regia di Abraham Cruz (1968)
- Leon Guerrero: Laban sa 7 kilabot, regia di Cesar Gallardo (1968)
- Killer Patrol, regia di Augusto Buenaventura (1968)
- Kardong pusa, regia di Efren Reyes (1968)
- Cuadro de Jack, regia di Augusto Buenaventura (1968)
- 3 kilabot sa barilan, regia di Armando Garces (1968)